# میرزا محمدحسین ناصر شیرازی
میرزا محمدحسین ناصر شیرازی از خوشنویسان ایران در زمان ناصرالدین شاه بوده و در نستعلیق تسلط داشته است.